# Anthophora uljanini
Anthophora uljanini är en biart som beskrevs av Fedtschenko 1875. Anthophora uljanini ingår i släktet pälsbin, och familjen långtungebin. Inga underarter finns listade i Catalogue of Life.